# Frank Suntjens
Frank Suntjens (ur. 11 grudnia 1981 roku) – holenderski kierowca wyścigowy.

## Kariera
Suntjens rozpoczął karierę w wyścigach samochodowych w 2005 roku od startów w Belgijskiej Formule Renault 1.6 oraz w edycji zimowej Włoskiej Formuły Junior 1600. Z dorobkiem odpowiednio 34 i 11 punktów uplasował się tam odpowiednio na 17 i 9 pozycji w klasyfikacji generalnej. W późniejszych latach pojawiał się także w stawce Włoskiej Formuły Renault, Szwajcarskiej Formuły Renault, Północnoeuropejskiego Pucharu Formuły Renault 2.0, edycji zimowej Włoskiej Formuły Renault, Włoskiej Formuły Light 2000 oraz Europejskiego Pucharu Formuły Renault 2.0 (2011 rok).